# Krivoglavice
Krivoglavice – wieś w Słowenii, w gminie Metlika. W 2018 roku liczyła 57 mieszkańców.